# آونسکو، پورتوریکو
آونسکو (به انگلیسی: Añasco) یک منطقهٔ مسکونی در ایالات متحده آمریکا است که در پورتوریکو واقع شده‌است.
 آونسکو  ۲۹٬۲۶۱ نفر جمعیت دارد.